# Ocean Shores
Ocean Shores é uma cidade localizada no estado norte-americano de Washington, no Condado de Grays Harbor.

## Demografia
Segundo o censo norte-americano de 2000, a sua população era de 3836 habitantes.
Em 2006, foi estimada uma população de 4658, um aumento de 822 (21.4%).

## Geografia
De acordo com o United States Census Bureau tem uma área de
31,2 km², dos quais 22,3 km² cobertos por terra e 8,9 km² cobertos por água.

## Localidades na vizinhança
O diagrama seguinte representa as localidades num raio de 16 km ao redor de Ocean Shores.